# 오카다 사부로스케
오카다 사부로스케(일본어: 岡田 三郎助, 1869년 2월 22일~1939년 9월 23일)는 일본의 화가이다.
일본 예술원 회원 및 도쿄 미술학교 교수로 활동했으며, 제1회 문화훈장을 수상했다.

## 작품

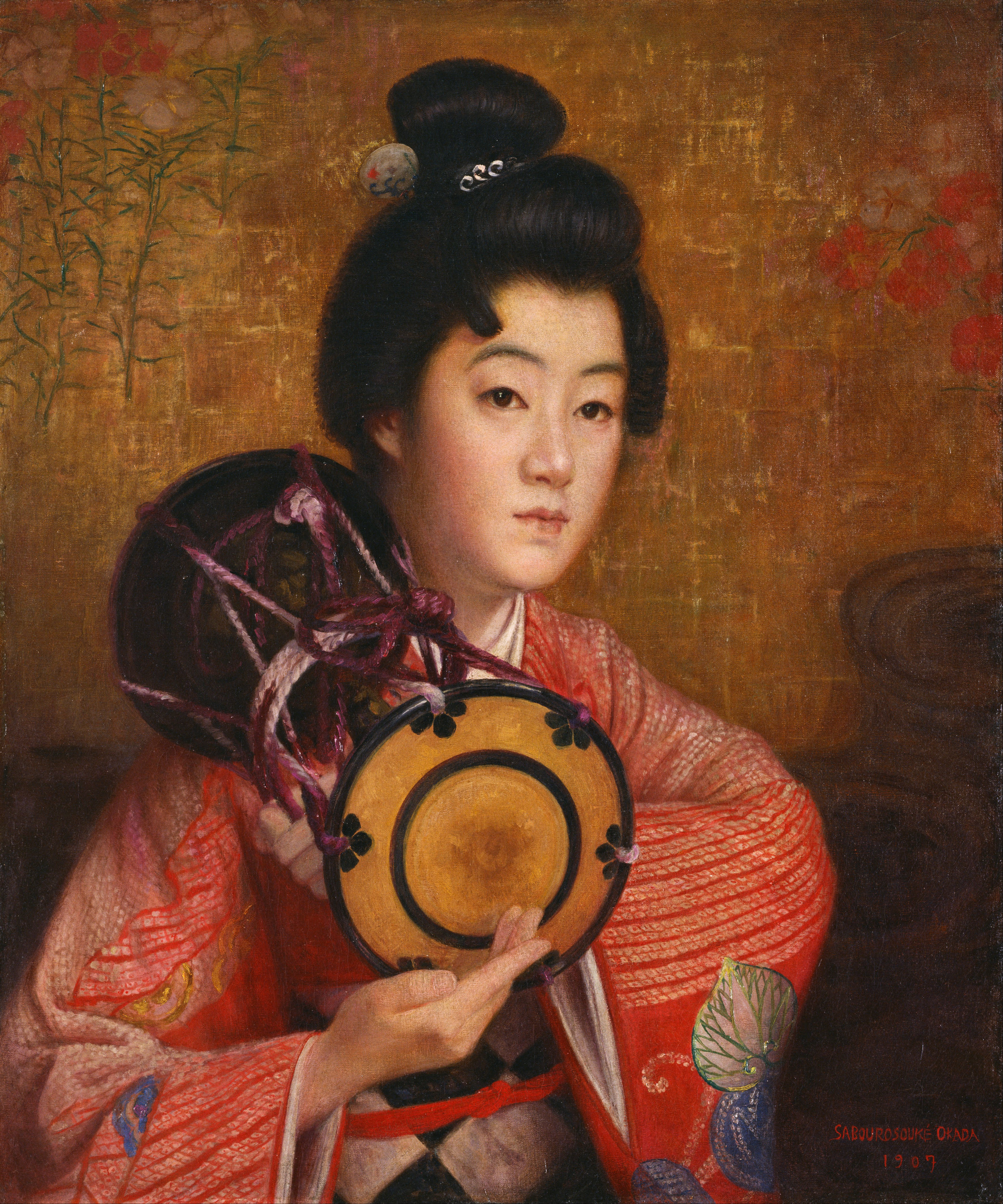
여인의 초상
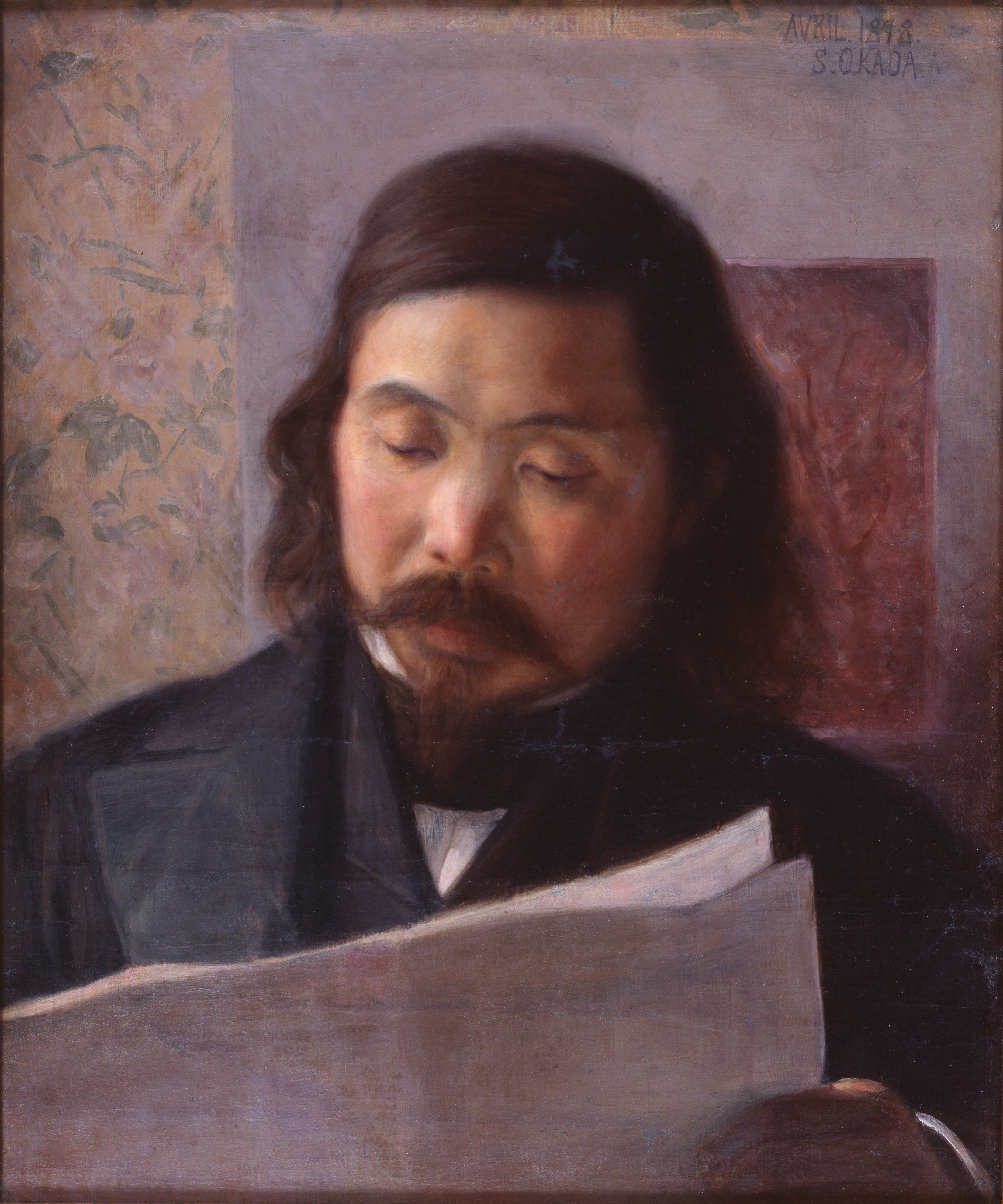
오카베 지로의 초상화
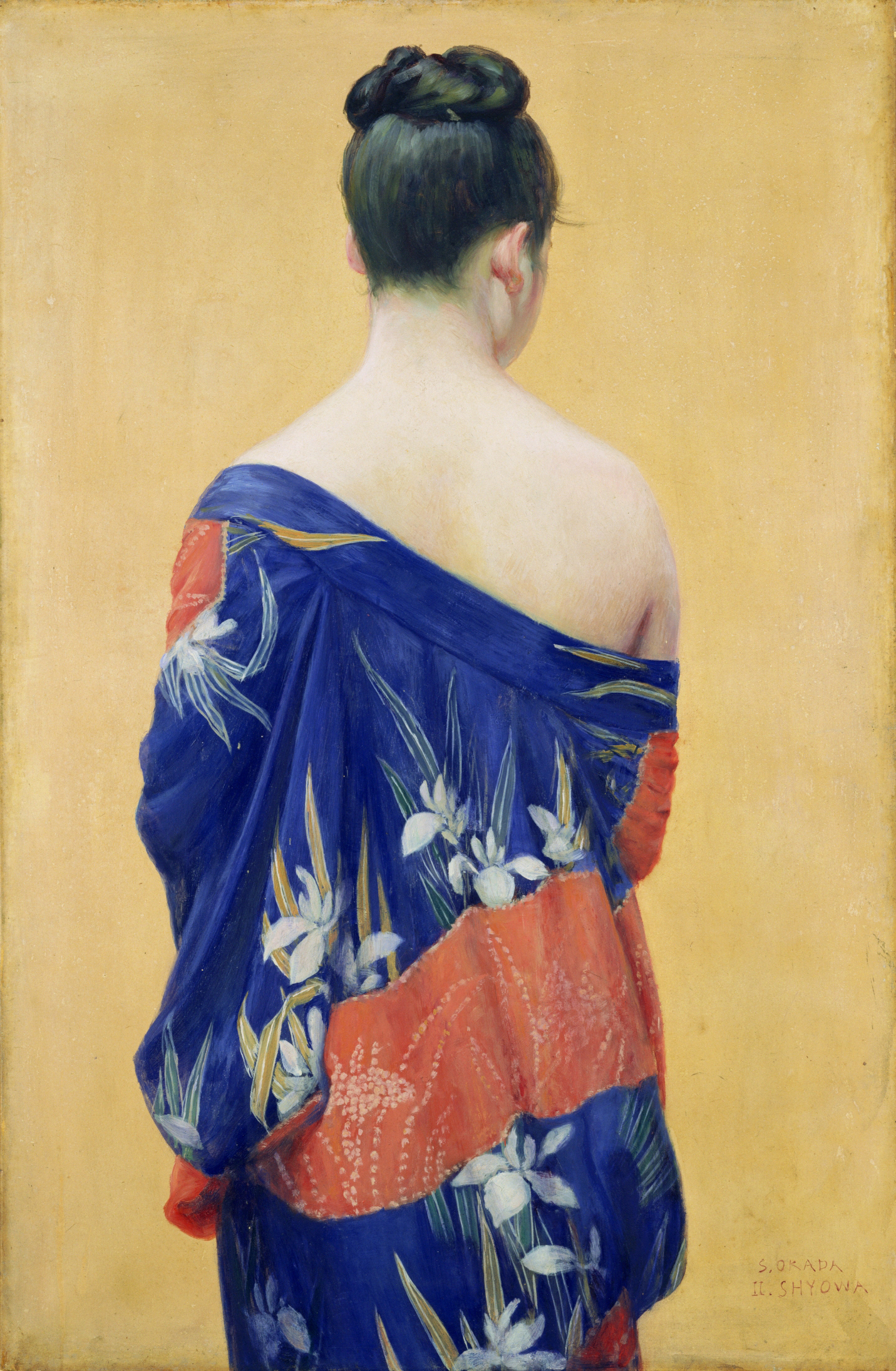
아이리스 무늬 기모노
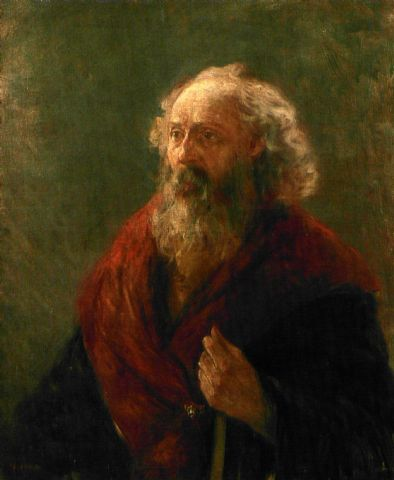
노인의 초상